# 保罗·梅布斯
保罗·梅布斯（德語：Paul Mebus，1920年6月9日—1993年12月11日），德国前男子足球运动员，场上位置是中场。他曾代表西德国家队参加1954年国际足联世界杯，结果队伍获得冠军。